# Ion Iliescu
Ion Iliescu (Oltenița, Reino de Rumania, 3 de marzo de 1930 - Bucarest, Rumania, 5 de agosto de 2025) fue un político y estadista rumano, fue presidente de Rumania durante dos mandatos. Iliescu es ampliamente reconocido como una figura predominante en los primeros quince años de la política posterior a la revolución. Durante su mandato Rumania se unió a la OTAN.

## Biografía

### Primeros años y entrada en la política
Nacido en Oltenița,  en el sur de Rumania, el 3 de marzo de 1930 de una madre lavandera y un padre obrero del ferrocarril en un medio de condiciones modestas y de sensibilidad comunista, Iliescu estudió mecánica de fluidos en la Universidad Politécnica de Bucarest y luego como estudiante extranjero en el Instituto de Ingeniería Eléctrica de Moscú. Durante su estancia en Moscú, fue secretario de la "Asociación de Estudiantes Rumanos", se alega que conoció a Mijaíl Gorbachov, aunque Iliescu siempre lo negó. Sin embargo posteriormente, el expresidente Nicolae Ceaușescu, probablemente creía que había una conexión entre los dos, ya que durante la visita de Gorbachov a Rumania en julio de 1989, Iliescu fue enviado fuera de Bucarest para evitar cualquier contacto. Iliescu se casó con Nina Șerbănescu en 1951; no tienen hijos, no por elección, sino porque no pudieron, ya que Nina tuvo tres abortos espontáneos.
Se unió a la Unión de la Juventud Comunista en 1944 y al Partido Comunista en 1953 e hizo carrera en la nomenclatura comunista, convirtiéndose en secretario del Comité Central de la Unión de la Juventud Comunista en 1956 y miembro del Comité Central del Partido Comunista Rumano. En un momento, se desempeñó como jefe del Departamento de Propaganda del Comité Central. Iliescu se desempeñó más tarde como Ministro de Asuntos relacionados con la Juventud entre 1967 y 1971. Durante la mayor parte de la década de 1980 (si no antes), fue seguido por la Securitate (policía secreta rumana), ya que se sabía que se oponía al severo gobierno de Ceaușescu.

### Revolución rumana

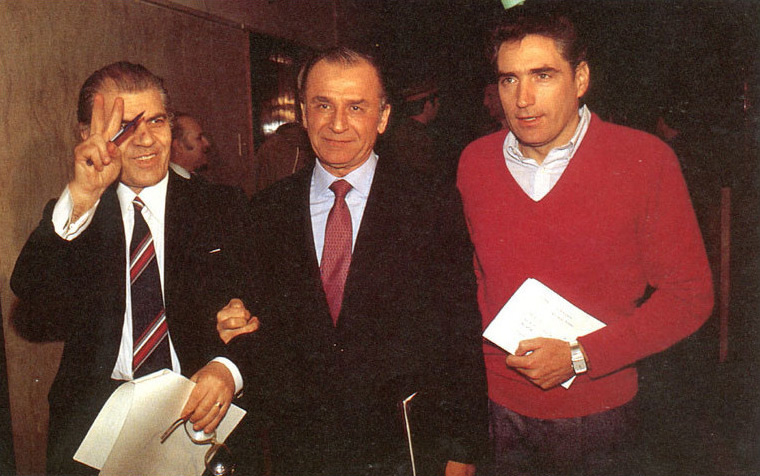
Iliescu (centro) con los miembros del FSN Dumitru Mazilu (izquierda) y Petre Roman (derecha) el 23 de diciembre de 1989, un día después de la formación del FSN.

La revolución rumana comenzó como una revuelta popular en Timișoara. Después de que Ceaușescu fuera derrocado el 22 de diciembre, el vacío político fue llenado por una organización llamada Frente de Salvación Nacional (FSN: Frontul Salvării Naționale ), formada espontáneamente por miembros de segundo rango del partido comunista opuestos a las políticas de Ceaușescu y participantes no afiliados en revuelta. Iliescu fue rápidamente reconocido como líder de la organización y, por tanto, de la autoridad provisional. Se enteró por primera vez de la revolución cuando notó que la Securitate ya no lo seguía.
Los Ceaușescu fueron capturados, llevados ante un consejo de guerra y ejecutados el día de Navidad. Años más tarde, Iliescu admitió que el juicio y la ejecución fueron "bastante vergonzosos, pero necesarios" para poner fin al caos que había dividido al país desde el derrocamiento de Ceaușescu.
Iliescu no renunció a la ideología comunista y el programa que presentó inicialmente durante la revolución incluía la reestructuración de la agricultura y la reorganización del comercio, pero no un cambio al capitalismo. Estos puntos de vista también fueron sostenidos por otros miembros del FSN, como Silviu Brucan, quien afirmó a principios de 1990 que la revolución era contra Ceaușescu, no contra el comunismo. A pesar de esto, Iliescu propuso elecciones multipartidistas y una "democracia original".

### Presidencia

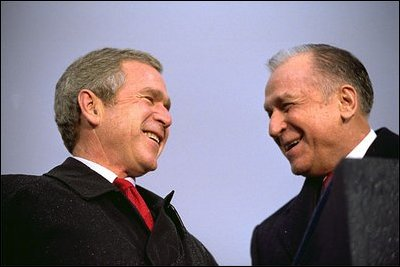
Iliescu junto al presidente estadounidense George W. Bush en 2002

El Frente de Salvación Nacional decidió organizarse como partido y presentarse a las elecciones generales de 1990 —la primera elección libre realizada en el país en 53 años— con Illiescu como su candidato presidencial. El FSN obtuvo una victoria arrolladora, obteniendo fuertes mayorías en ambas cámaras. En las elecciones presidenciales separadas, Iliescu ganó cómodamente, obteniendo el 85 por ciento de los votos, todavía la mayor proporción de votos para una elección presidencial libre. Se convirtió así en el primer jefe de Estado elegido democráticamente en Rumania. Hasta la fecha, es la única vez desde el fin del comunismo que un presidente ha sido elegido en una sola vuelta.
Iliescu y sus seguidores se separaron del Frente y crearon el Frente Democrático de Salvación Nacional (FDSN), que luego se convirtió en el Partido de la Socialdemocracia en Rumania (PDSR), luego en el Partido Socialdemócrata (PSD). Progresivamente, el Frente perdió su carácter de gobierno nacional o coalición genérica, y se volvió vulnerable a las críticas por utilizar su atractivo como la primera institución involucrada en el reparto del poder, mientras se involucraba en batallas políticas con fuerzas que no podían disfrutar de este estatus, ni de credibilidad.
Rumania adoptó su primera constitución poscomunista en 1991. En las elecciones generales de 1992, Iliescu obtuvo su segundo mandato cuando recibió el 61% de los votos en la segunda vuelta. De inmediato suspendió su membresía en NSDF; la Constitución no permite que el presidente sea miembro formal de un partido político durante su mandato. Se postuló por tercera vez en las elecciones generales de 1996 pero, despojado del monopolio de los medios, perdió en la segunda vuelta ante Emil Constantinescu, su oponente de segunda vuelta en 1992. Se cancelaron más de 1 000 000 de votos, lo que dio lugar a acusaciones de fraude generalizado. Sin embargo, Iliescu admitió la derrota pocas horas después del cierre de las urnas, lo que lo convirtió en el único presidente en ejercicio que perdió una candidatura a la reelección desde el fin del comunismo.
En las elecciones generales de 2000, Iliescu se presentó de nuevo y ganó en la segunda vuelta contra el ultranacionalista Corneliu Vadim Tudor. Comenzó su tercer mandato el 20 de diciembre de ese mismo año y finalizó el 20 de diciembre de 2004. La centroderecha fue duramente derrotada durante las elecciones de 2000 debido en gran parte al descontento público con las duras reformas económicas de los cuatro años anteriores, así como a la inestabilidad política y luchas internas de la coalición multipartidista. Las opiniones extremas de Tudor también aseguraron que la mayoría de los votantes urbanos se abstuvieran o eligieran Iliescu.
En las elecciones internas del Partido Socialdemócrata del 21 de abril de 2005, Iliescu perdió la presidencia del partido ante Mircea Geoană, pero fue elegido presidente honorario del partido en 2006, un cargo sin autoridad ejecutiva oficial en el partido.

## Historial electoral
|  | 85,07 % |

|  | 47,34 % |

|  | 61,43 % |

|  | 32,25 % |

|  | 45,59 % |

|  | 36,35 % |

|  | 66,83 % |